# كيتيل هودني
كيتيل هودني (بالنرويجية البوكمول: Ketil Hodne)‏ (مواليد 12 أبريل 1947) هو ملاكم نرويجي، مثّل بلاده في الألعاب الأولمبية الصيفية 1972.

## روابط خارجية
كيتيل هودني على موقع أوليمبيديا (الإنجليزية)